# 惑星連邦

惑星連邦の旗

惑星連邦（わくせいれんぽう、英: United Federation of Planets）は、アメリカのSFテレビドラマ『スタートレック』フランチャイズに登場する架空の恒星間国家のひとつであり、各作品の主要登場人物が所属する国家である。劇中ではしばしば「連邦(Federation)」と略される。

## 概要
惑星連邦は、地球人を中心とした自由と文明の尊重に重きを置いた星間連邦国家。設立以前の西暦2150年代、ロミュラン帝国の策謀に対抗すべくそれまで敵対していた地球人、アンドリア人、テラライト人、バルカン人の4種族が結束し、同盟関係となる（ENTシーズン4）。その同盟を発展昇華させる形で2161年に惑星連邦が設立され、その後徐々に加盟国を増やしていく。
地球連合の探査艦エンタープライズ NX-01のジョナサン・アーチャー船長（初代連邦大統領）が最古参の4種族を仲介し、惑星連邦の設立に繋がった経緯から、地球を拠点とした組織となっている。連邦評議会はサンフランシスコに、連邦評議会議長（大統領）府はパリに置かれ、太陽系を中心とする星域は「セクター001」と呼ばれている（ENT98話「最後のフロンティア」）。設立経緯から、重要なポストには最古参4種族が多い（DIS15話「新たなる旅立ち」）。
24世紀後半の時点では、アルファ宇宙域とベータ宇宙域に計8000光年四方の極めて広大な領域を持ち、約150の惑星文明が加盟している（劇場版第8作）。惑星連邦は主に加盟星間での科学技術や文化の互助、入植惑星の開拓、共通の外交・防衛政策を目的として結束しており、加盟各星の自治権はある程度まで尊重されている。30世紀ごろの最盛期には350もの惑星文明が加盟している。
ベータ宇宙域側にクリンゴン帝国、ロミュラン帝国、アルファ宇宙域側にカーデシア連合、ブリーン連合などと国境を接する。近隣の星間国家では他種族を力で制圧して領域を拡大しているが、惑星連邦では基準を満たした文明に対し加盟を促すのみである。24世紀においては、クリンゴン帝国と惑星連邦は同盟関係にある。32世紀時点ではカーデシアやフェレンギといった種族も連邦の一員になっている様子が見られる。
なお「惑星連邦」という邦訳は第2のテレビシリーズ『新スタートレック』にて統一されたものである。『宇宙大作戦』シリーズ吹き替えでは「地球連邦」「銀河連邦」「銀河連盟」などが混在している。また小説版では「宇宙連邦」と表記されていることが多い。
鏡像宇宙や異なる時間軸ではテラン帝国や地球連合（Confederation of Earth）が惑星連邦の領域に成立している。

## 歴史
- 2161年 - 設立
- 2255年 - シャリアック共同体とアーメンス条約を締結
- 2256年～2257年 - クリンゴン帝国との戦争
- 2267年 - クリンゴン帝国とオルガニア条約を締結
- 2293年 - クリンゴン帝国とキトマー条約を締結
- 2311年 - ロミュラン星間帝国とアルジェロン条約を締結
- 2347年～2367年 - カーデシアとの戦争
- 2350年代後半 - タレリア共和国との間でガレン国境紛争
- 2366年 - 第1次ボーグ侵攻、ウルフ359星域で激戦（ウルフ359の戦い）
- 2360年代後半 - センケチとの間で戦争
- 2372年 - クリンゴン帝国、キトマー条約を破棄
- 2373年 - クリンゴン帝国とキトマー条約を再調印、第2次ボーグ侵攻、ドミニオン戦争開戦
- 2375年 - ドミニオン戦争終戦
- 2385年 - シンスの反乱で火星が壊滅
- 2400年 - ボーグの一部が惑星連邦への加盟申請
- 2401年 - 旧来のボーグ集合体残党とドミニオン戦争の可変種残党による地球侵攻
- 26世紀中盤 - プロキオン5の戦い
- 3064年頃 - "大火"と呼ばれる全宇宙規模でのダイリチウム爆発により崩壊
- 3189年 - 加盟惑星文明は最盛期の350から38に減少し、地球やバルカンも脱退している

### 各ドラマシリーズの年代
『スタートレック:エンタープライズ』（ENT）2151年～
『スタートレック:ディスカバリー』（DIS）2257年～　S3～:3188年～
『スタートレック:ストレンジ・ニュー・ワールド』（SNW）2259年～
『宇宙大作戦』（TOS）2265年～
『新スタートレック』（TNG）2364年～
『スタートレック:ディープスペースナイン』（DS9）2369年～
『スタートレック:ヴォイジャー』（VOY）2371年～
『スタートレック:ローワー・デッキ』（LD）2380年～
『Star Trek: Prodigy』 2383年～
『スタートレック:ピカード』（PIC）2399年～

## 加盟惑星文明
惑星連邦は2373年時点で8000光年にも渡る領域を持ち、その領域内の約150種族が加盟する。最盛期には350種族に上った。
加盟条件は「ワープドライブを発明している」「その惑星内の紛争などの問題を解消している」「連邦加盟を希望する」の3つである。そのため連邦領域内に位置しはするものの、条件を満たさない文明も数多く存在する。
| 母星                         | 種族                     | 備考                                 |
| ---------------------------- | ------------------------ | ------------------------------------ |
| アンドリア                   | アンドリア人、イーナー人 | 惑星連邦を設立した4つの種族の1つ。   |
| エヴォラ                     | エヴォラ人               | 2375年に加盟。                       |
| エレージア                   | エレージア人             |                                      |
| カターラス                   | カターリア人             |                                      |
| カミナー                     | ケルピアン人、バウル人   | 23世紀から31世紀の間に加盟している。 |
| ガラム                       | ガラマイト人             |                                      |
| グラゼー                     | グラゼライト人           |                                      |
| コリダン                     | コリダン人               |                                      |
| ザクドーン                   | ザクドーン人             |                                      |
| 地球                         | 地球人                   | 惑星連邦を設立した4つの種族の1つ。   |
| デネブ第4惑星                | デネブ人                 |                                      |
| デノビュラ                   | デノビュラ人             |                                      |
| テラーまたはテラー・プライム | テラライト人             | 惑星連邦を設立した4つの種族の1つ。   |
| デルタ第4惑星                | デルタ人                 |                                      |
| トリル                       | トリル人                 |                                      |
| バイナス                     | バイナー人               |                                      |
| バルカン（のちにニバー)      | バルカン人               | 惑星連邦を設立した4つの種族の1つ。   |
| ベイジョー                   | ベイジョー人             | ドミニオン戦争終結後に加盟。         |
| ベータゼッド                 | ベタゾイド               |                                      |
| ベテルギウス第2惑星          | ベテルギウス人           |                                      |
| ベレスタス                   | ケンタウルス人           |                                      |
| ベンザー                     | ベンザイト人             |                                      |
| ボリアス第9惑星              | ボリア人                 |                                      |
| ライサ                       | ライサ人                 |                                      |
| ライジェル第5惑星            | ライジェル人             |                                      |

## 機構
- 連邦評議会（英: The Federation Council）
- 連邦評議会議長（大統領）府（英: The Office of the President of the Federation Council）
  - 宇宙艦隊
    - 本部 (英: Starfleet Headquarters)
      - 艦隊司令部 (英: Starfleet Command)
        - 医療部 (英: Starfleet Medical)
        - 機関部 (英: Starfleet Engineering Corps)
        - 情報部 (英: Starfleet Intelligence)
        - 宇宙艦隊アカデミー (英: Starfleet Academy)
        - セクション31 (英: Section 31)

      - バルカン科学大学 (英: Vulcan Science Academy)
      - 連邦医科大学 (英: Federation Medical Academy)
        - アポロ医師会 (英: Apollo Medical Association)

## 宇宙艦隊
『スタートレック』シリーズの主要登場人物はいずれも宇宙艦隊に所属する士官、もしくは所属経験のある者である。
宇宙艦隊 (Starfleet) は惑星連邦の所有する、外交・深宇宙探査・防衛目的の「艦隊」である。23世紀半ばの時点で約7000隻の宇宙艦を保有（DIS）。ただし惑星連邦の設立趣旨により名目上「軍隊」ではないため、近隣宇宙域のクリンゴン帝国やロミュラン帝国に見られるディスラプター等の高火力の武器や透明偽装する遮蔽装置といった技術は研究自体禁止となっている。とはいえ宇宙艦隊の艦艇はクリンゴンやドミニオン、カーデシア等の戦艦に決して引けをとらない防衛力を有している。また惑星連邦は24世紀半ばからボーグ集合体やドミニオンといった前例を見ない敵対勢力の脅威にさらされ、戦闘力の高い新技術や艦艇も開発せざるを得なくなっている。
惑星連邦宇宙艦隊の前身は、2151年からエンタープライズ NX-01による本格的な深宇宙探査を行った地球連合宇宙艦隊である。2161年の地球、バルカン、アンドリア、テラライトによる惑星連邦の設立と同時に、「地球連合宇宙艦隊」を解消発展させ「惑星連邦宇宙艦隊」として新たに発足した。地球連合時代から引き続き、宇宙艦隊本部と宇宙艦隊アカデミー（宇宙艦隊の士官学校）を地球のサンフランシスコに置く。構成員は非常に寛容で惑星連邦への加盟の是非を問わず様々な種族で成り立つ（惑星連邦非加盟種族の場合は将校の推薦と本部の承認が必要であり、危険性や不確定要素が高いと判断されれば却下される場合もある）が、設立の経緯から艦隊士官は地球人が大多数を占め、次いでバルカン人が多い。ただし「宇宙艦隊＝地球人の艦隊」というイメージは根強く、23世紀まではバルカン人をはじめ地球人以外の艦隊士官は少数派であり、24世紀末時点でもバルカンは独自の艦隊を保有している（LD19話）。
『スタートレック』劇中でよく耳にする「連邦艦」は民間船舶も存在するものの、基本的に宇宙艦隊所属の艦を指す。連邦艦の船体は薄いグレー～白を基調とし、形状にバリエーションが多いものの概ね円盤型の主要船体に円筒型のワープ推進部が接続した形態をしている。船体にはアルファベットで艦船接頭辞U.S.S.（連邦宇宙艦/United Star ship）に続く艦名と、その艦固有の識別コードである登録番号が書かれている。登録番号の接頭辞はNCCが正規の宇宙艦隊の宇宙艦、NXが試作艦、NARが宇宙艦隊による造船ではあるものの艦隊には所属していない民間艦である（例：U.S.S.ENTERPRISE NCC-1701）。
「宇宙艦隊に所属する宇宙船とその乗組員は、いかなる社会に対してもその正常な発展への介入を禁止する」という「艦隊の誓い (en:Prime Directive) 」は宇宙艦隊のみならず惑星連邦の基本方針である。

### 艦隊規則等
一般命令第1条（艦隊の誓い・最優先指令）
- ワープドライブ（超光速推進）技術が未発明の文明に対しては、正常な文明の発展を妨げるいかなる干渉をもしてはならない。
- 自衛目的以外で武力行使をしてはならない。
- 他文明への内政干渉・入植をしてはならない。

一般命令第4条
- 死刑についての規定。

一般命令第6条
- 艦隊所属の宇宙艦がもしも全乗員が死亡した際には、他の船をその潜在的危機から守るために24時間以内に自爆させる。

一般命令第7条
- タロス4号星への接近・上陸の禁止。（TOS16話「タロス星の幻怪人」）

一般命令第12条
- コミュニケーションの成立しない宇宙船と遭遇した場合の規定

一般命令第13条
- 艦隊艦船からの避難命令についての規定。

一般命令第15条
- 将官は危険地帯へ武装した護衛なしで転送降下してはならない。

一般命令第24条
- 惑星上のすべての生物を破壊する際の規定。

同第?条
- 永遠の守護者（時の門）への接近・上陸の禁止。

行動規範587.63
- 遺伝子操作禁止命令。（SNW10話「情けの価値」）

行動規範8514
- 極端な状況下で以下の条件に該当する場合、船長は独自の裁量と判断で庇護を与え、裁判所または指定当局が状況を確認する。（SNW12話「苦難を乗り越え、星へ」）
  - 迫害を逃れたい者がいる場合。
  - 政治,宗教,文化,生物学的事実で命の危険を感じた場合、艦隊に安全を求められる。
  - 自ら真実を明かし要求すれば、庇護を受けられる。

アルジェロン条約
- 惑星連邦艦は遮蔽装置の研究、搭載を禁止。（TNG164話「難破船ペガサスの謎」等）

第2キトマー条約
- 亜空間兵器を研究、使用してはならない。（劇場版第9作）

セラロン放射線の研究禁止

オメガ指令
- オメガ分子を発見した場合、他のあらゆる任務より優先させそれを破壊しなければならない。（VOY89話「戦慄！ オメガ破壊指令」）

オメガ分子はボロナイトを原料に精製できる桁違いのエネルギーを持つ分子。分子ひとつでワープコア（恒星に匹敵するパワー）と同等のエネルギーがあり、理論上わずかな量のオメガ分子で恒星間航行が可能なレベルの文明を支えられるという非常に強力なエネルギー源である。しかし非常に不安定で、安定するのは数兆分の1ナノ秒程度であり、その後大爆発を起こす。そして分子1つが引き起こした爆発は爆心地から数光年に渡ってその宙域の亜空間（sub-space）を壊してしまう。亜空間の破壊によって、同じく亜空間のフィールド（ワープフィールド）を人工的に発生させることで成立する超光速推進技術「ワープドライブ」は使用不可能となり、実際に事故が起きた惑星連邦内のランタール・セクターでは100年以上ワープドライブが使用不可能になっている。
オメガ分子は、存在自体が大佐（艦長職）以上の者のみが知ることが許される機密事項である。各宇宙艦の艦長は、自分の艦のセンサーがこの分子を感知次第、事態を艦隊司令部に報告し、オメガ分子を抹消しなければならない義務がある。これは「オメガ指令」と呼ばれ、内政干渉を厳格に禁じた「艦隊の誓い」よりも優先される。
『スタートレック:ディスカバリー』シーズン4の32世紀においては、高度な科学技術を持つ未知の外宇宙知的生命体10-Cが、オメガ分子の材料となるボロナイト採取を目的に重力異常現象を起こしている様子が描かれる。しかし32世紀においてもオメガ分子は機密扱いとなっており、シーズン4-8話「オールイン」ではマイケル・バーナム大佐やサルー大佐は言葉を濁しつつ連邦大統領に危機を伝えるに留める。
ヘカラス条約
- 緊急時を除き、宇宙艦の航行速度の上限はワープ5（光速の214倍）とする。（TNG161話「危険なワープエネルギー」）

『新スタートレック』161話において、ワープドライブの際に宇宙艦が人工的に発生させる強力な亜空間フィールド（ワープフィールド）が時空連続体に徐々にダメージを与え、最終的に宇宙空間が突然大爆発を起こす亜空間断裂が発生してしまうことが判明する。そのため非常事態以外ではワープ速度の上限はワープ5（光速の214倍）に制限される。数年後にはこの問題をクリアしたイントレピッド級宇宙艦の可変静翼ワープナセル等の、新しいワープドライブ技術が実用化され、これらの基準を満たした新型宇宙艦にはヘカラス条約は適用されない。
その他
- 一般命令とは別に艦隊指令や艦隊命令、艦隊規則がある。
- 異星人と親密な接触をする際には、艦長の許可を得た上で、船医から医学的検査を受けなければならない。（VOY160話「預言の子」等）
- 原則的には、上陸任務は副長が指揮を執り、艦長は艦に待機しなければならない。（TNG126話「タイム・スリップ・エイリアン　前編」等）
- 母船から離脱するシャトルクラフト任務には2人以上であたらなければならない。（VOY83話「宇宙の闇に棲む狩人」等）
- 艦長は保安士官の護衛なしに敵と相対してはならない。（VOY146話「聖域ユニマトリックス・ゼロ　前編」）
- 艦が破滅の危機に瀕した場合、艦長はクルーを守るため、いかなる正当な手段をも用いる権限がある。（VOY120話「異空生命体を呼ぶ者達　前編」）
- 1隻以上の艦が関わる戦闘において、指揮権は戦術的に優位な艦にあるものとする。（VOY120話「異空生命体を呼ぶ者達　前編」）
- 医療主任は艦長が肉体的・精神的に正常な指揮能力を失った場合、指揮権を剥奪することができる。（TOS35話「宇宙の巨大怪獣」等）
- 他文明の星に上陸した艦隊士官は、その文明が定めた法律に従う。（VOY78話「心の罪を裁く星」等）
- 遺伝子改変は禁止される。(DS9114話「ジュリアンの秘密」、SNW3話「イリリアのゴースト」、SNW10話「情けの価値」)

### 階級
宇宙艦隊の階級細則はアメリカ海軍と同一であり、『スタートレック』シリーズの主人公はいずれも大佐か中佐である。
階級章は時代によって異なり、22世紀では胸元のピンバッジ、23世紀では袖の縞模様、24世紀では襟元のピンバッジである。Starfleet Uniformsより、各時代の Ranks を参照。
なお22世紀の地球連合時代の宇宙艦隊には、大佐(Captain)、少佐 (Commander)、大尉 (Lieutenant)、少尉 (Ensign)の4階級のみである。また他種族では階級も異なり、宇宙艦隊で大佐に相当するものがロミュラン帝国では「司令官」である。

#### 提督
- 将官：どの階級でも「提督(Admiral)」と呼ばれる。基本的に船に乗ることはなく、宇宙艦隊本部、重要な植民星や基地の司令官などに就く。
  - 元帥 (Fleet Admiral)：
時代によっては「宇宙艦隊司令長官たる元帥」(Fleet Admiral serving as Starfleet Commander-in-Chief) とそれ以外の元帥とで階級章などが異なる場合がある。
  - 大将 (Admiral)：ジャン＝リュック・ピカード提督の退役時の階級
  - 中将 (Vice Admiral)
  - 少将 (Rear Admiral)
  - 准将 (Commodore)

#### 将校（宇宙艦隊アカデミー卒業生）
- 佐官：宇宙艦の艦長、宇宙基地の司令官、副長や各部門の責任者など。
  - 大佐 (Captain)：艦長として各艦1名ずつ配属される。
  - 中佐 (Commander)：各艦1～3名程度。業務部門は自由であるが、いずれも指揮官として艦長の代理を務める資格を持つ。
  - 少佐 (Lieutenant Commander)：各艦2～10名程度。部門責任者に多い階級。まれに艦の指揮を執る場合もある。
- 尉官：将校の中で大多数を占める。
  - 大尉 (Lieutenant)：ベテラン士官。部門責任者になる場合もある。
  - 中尉 (Lieutenant Junior Grade)：ベテラン士官。
  - 少尉 (Ensign)：新人士官。
- 士官候補生 (Cadet)：アカデミー在学中の学生。

#### 下士官（宇宙艦隊訓練所卒業生）
- 準士官（准尉）：長年の勤務で将校士官に匹敵する能力を身に付けた、現場叩き上げ。
  - 最先任上級兵曹長 (Master Chief Petty Officer)：オブライエンの階級。彼のように部門責任者になる場合もある。
  - 上級兵曹長 (Senior Chief Petty Officer)
  - 兵曹長 (Chief Petty Officer)
- 下士官：
  - 1等兵曹 (Petty Officer 1st Class)
  - 2等兵曹 (Petty Officer 2nd Class)
  - 3等兵曹 (Petty Officer 3rd Class)
- 乗組員：何らかの理由で階級を剥奪された将校もこれになる。
  - 1等乗組員 (Crewman 1st class)
  - 2等乗組員 (Crewman 2nd class)
  - 3等乗組員 (Crewman 3rd class)

下士官は、それぞれ細分化せず1階級だけの時期もある。また船のクルーの半数以上は下士官であるとされている。
『スタートレック:ヴォイジャー』で前述した元マキのメンバーは、厳密には階級名の前に「臨時」(Provisional) が付く。

### 制服
『スタートレック』劇中にもっともよく登場する宇宙艦隊の士官はカラフルな制服を着用している。これは「クルーの仕事内容により制服の色分けがされている」という設定で、現実社会においても空母の甲板員や工場作業員などで見られる手法である。これらの制服は劇中時代の変遷により宇宙艦隊の制服は徐々に変化していくが、世界観を共有するため、基本的なデザイン指針は同じである。ただし23世紀と24世紀では黄色と赤色の制服の意味が入れ替わっている。なおコメディ要素の強い『スタートレック:ローワーデッキ』では宇宙艦隊の制服がよく変わる点を茶化されている。
- 指揮部門：船の運航に直接関わる部門。23世紀までは黄、24世紀では赤の制服。

- 機関部門/戦術保安部門：船の運航に補助的に関わる部門。23世紀までは赤、24世紀では黄の制服。

- 医療部門/科学部門：船の運航には関わらない部門。時代を問わず青の制服。

通常の制服のほかに、制服の上から羽織る上着、礼装、提督用の制服、宇宙服、パイロットスーツなどといった服装も登場するが、いずれも部門色が分かるようになっている。
『宇宙大作戦』では赤い制服を着た保安要員が死ぬシーンが多いことから「レッドシャツ」という用語が生まれた。
以下の記述では歴代のシリーズで着用された制服の主なデザインを、時間軸の順に解説する。なお、あるシリーズのある劇中年度の話から、別のシリーズの別の劇中年度の話に行くエピソードの場合、制服のつじつまを別の劇中年度に合わせた展開も見られるが、すべてを記すのは複雑なので、ここでは特筆すべき部分（映画11作目や、設定上の矛盾が生じた組み合わせなど）以外は省略。
A（22世紀・ENTタイプ）
『スタートレック:エンタープライズ（ENT）』での地球連合宇宙艦隊の制服。ネイビーブルーの上下一体型（ジャンプスーツタイプ）で、制服というよりは機能性重視の作業服に近い。ファスナー付きのポケットが多く、通信機やスキャナーなどの機器を収納する。階級章は胸元の四角いピンバッジの数で表すが、この時代の階級は大佐、少佐、大尉、少尉の4階級のみである。所属部門色は両肩の部分に入っているラインの色で分けられている。矢じり型の宇宙艦隊マークはなく、代わりに左上腕部にその船固有のワッペンがついている。デザインは現代の技術者などが使用するものや、スペースシャトルの乗組員（宇宙飛行士）が宇宙滞在中に船内で着用するユニフォームなどとあまり変わらない。最終話ではクルーの名前が入る等のマイナーチェンジがされている。
B（23世紀・TOSパイロット版タイプ）
記念すべき第1号の制服。TOSタイプと似ているが、首元のデザインが異なる他、部門色は黄（指揮部門）と青（科学部門）の2種類のみ。TOSパイロット版「歪んだ楽園」で着用後、TOS「タロス星の幻怪人（前）（後）」の「TOSより10年前」と言及された映像で使用。
B'（23世紀・DISタイプ）
「歪んだ楽園」の2年後、2256年を起点とする『スタートレック:ディスカバリー』で着用。Bと同時期に着用されているがデザインは全く異なり、ENTタイプに似ている。ネイビーブルーを基調とした詰襟のジャケットとズボンの2ピースの制服で、肩や腰回りに部門色のアクセントが入る。部門色はそれまでのシリーズとは微妙に異なり、分類の仕方はTOS劇場版タイプに近い。部門色は指揮官（船長、副長）がゴールド、科学部門（科学者、医療部員）がシルバー、運航部門（機関士、保安部員、オペレーター、操舵士等）がカッパーの3色。医療部員のみ同形状で白基調・シルバーライン。提督はゴールドの制服だが、船長と異なり装飾が多い。左胸に艦隊記章バッジが付けられるがこれは階級章を兼ねており、バッジに彫られた小さな星の数で階級を表す。星の数はTNG以降形式と同様で、大佐が星4個、中佐が3、少佐が2.5、大尉が2、中尉が1.5、少尉が1である。階級章はこれまでにないほどの小ささであるが、ENT以前と比較して映像画質が格段に進歩した結果可能となったデザインといえる。
またBと異なる制服が着用される理由については、小説「Desperate Hours」においてBはエンタープライズをはじめとする宇宙艦隊のエースであるコンスティテューション級宇宙艦のクルーが着用するものであると説明されている。DIS第2シーズンで登場したU.S.S.エンタープライズNCC-1701のクルーらは、DISタイプと模様は同じもののカラーリングをTOSタイプに準じたものにした制服を着用していた。パイク船長の「新しい制服だ」という台詞に、バーナム中佐は「カラフルですね」と感想を述べる。なお同時期放映の『スタートレック:ローワーデッキ』においても、所属する艦によって制服が異なる描写が確認できる。
C（23世紀・TOSセカンドパイロットタイプ）
TOSタイプに似ているが、前回同様に所属部門色が青と黄のみ。2本目のパイロット版、すなわちTOS第1話となった「光るめだま」で着用。この際、「画面に色が足りない」という指摘から、部門色は赤色を加えた3色となる。
D（23世紀・TOSタイプ）
『宇宙大作戦(TOS)』、『まんが宇宙大作戦(TAS)』、劇場版第11作、12作、『スタートレック:ストレンジニューワールド(SNW)』で着用。男女共用の制服の上半身はラグランスリーブのシャツで全体が所属部門色をしており、インナーシャツとズボンは黒。女性のみワンピース型のミニスカートに黒タイツの派生型もある。所属部門はシャツのカラーリング（黄、赤、青）の他に左胸の記章でも区別できる。左胸の記章はその船固有のものであり、おなじみの矢じり型のマークはこの当時はエンタープライズ固有のマークであった（後に宇宙艦隊のシンボルマークとして再設定される）。階級章は袖口の金のラインで表され、大佐が2.5本、中佐が2本、少佐が1.5本、大尉が1本、中尉が0.5本、少尉が0本である。
極度に装飾を排したシンプルなデザインは当時としても画期的で、それがゆえに時代を経てもまったく色あせることがない。
若い時代のカーク船長を描く劇場版11作目『スター・トレック』ではデザインはそのままに、布地が宇宙艦隊のマークで埋め尽くされているなど、細部がより凝ったデザインとなっている。劇場版第13作『スター・トレック BEYOND』では襟などのデザインがマイナーチェンジされている他、フィールドワーク用のオーバージャケットが登場した。
SNWではパイク船長らU.S.S.エンタープライズをはじめとする宇宙艦隊のクルーが着用し、DISタイプは回想シーン以外では見かけなくなった。これまでのTOSタイプと比較してシャツの生地が硬めになり、TNGタイプのように肩幅と襟元がしっかりとしている。部門色はTOSに倣ってかなり明るい色合い。青の制服は、科学士官の青は濃く、医療士官のものは水色となっている。また袖口の階級章は部門色と同じ色をしている。劇中ではパイク大佐が2.5本、ライリー少佐が2本、スポック大尉が1.5本、ウラ少尉が0本となっており、オリジナルのものと若干の差異がある。
なおTOSには船長の護衛の保安部員が死亡するシーンが多いため、「赤シャツ（Red shirt）」が「すぐ死ぬキャラ」の意味のスラングとして使われるようになり、DVDの特典映像中などでも決して良いとは言えないネタにされることが多かった。TNG以降は黄色と赤色の部門が入れ替わっており、DS9 104話「伝説の時空へ」にてジュリアン・ベシア大尉が制服の色が違うことに戸惑うシーンがある。
E（23世紀・TMPタイプ）
TOSから10年後の世界を描く劇場版1作目『スタートレック』で着用。制服全体が部門色をしており、色は白、ゴールド（黄）、シルバー（灰）、カッパー（茶）の4色が確認でき、DISタイプに似ている。肩の階級章やベルトのバックルなど、Dよりアクセントが多い。未来感を出すために「どうやって着たのか分からない」ような衣装となっている他、またよく見るとひとりひとり細部が微妙に異なっており、その意味について不明な点が多い。TOSタイプの制服は「パジャマのようなデザイン」と言われ、それを払拭するデザインを目指したが「もっとパジャマみたいになった」とも言われた。
F（23世紀・TOS劇場版タイプ）
劇場版2作『スタートレックII カーンの逆襲』で初登場。黄、赤、青のカラフルな部門色シャツが廃止され、男女を問わず全員が濃い赤色のジャケットに黒ズボンの制服となる。服の合わせが左右非対称で、所属部門色は階級章がつけられている肩のベルトで判別する。ベルト色は艦長・副長が白、その他はゴールドとシルバーの2種であり、DISタイプに似たものとなっている。階級章はそれぞれの階級に応じて固有の形状をしたバッジ型。胸元に艦隊記章型バッジがつけられているが、24世紀のコムバッジのような通信機能はない。腰には艦隊記章をバックルにしたベルトが巻かれる。24世紀になっても運用が続くが、TNG63話「亡霊戦艦エンタープライズ'C'」に登場したU.S.S.エンタープライズCのレイチェル・ギャレット艦長らが着用していた24世紀型は簡略化されたマイナーチェンジ版で、詰襟部分と腰のベルトがなくなっている。
なお下士官や機関部員らが着用するツナギもあり、こちらは赤地を基調に上胸と肩が白色となっている。
劇場版2作『スタートレックII カーンの逆襲』から劇場版7作『スタートレック ジェネレーションズ』でのカーク船長とピカード艦長の共演まで使用。TNGでもピカード艦長の少尉時代(TNG141話「運命の分かれ道」、劇場版10作「ネメシス」)、前述の22年前からタイムスリップしてきたU.S.S.エンタープライズCのクルー、VOYも44話「伝説のミスターカトー」など過去の艦隊士官の登場シーンなどで見ることができる。時系列的な最終着用は、TNGのウェスリー・クラッシャー誕生時の彼の父親ジャック・クラッシャーが着用（TNG76話「戦士の休息」）。なお劇中では「カーンの逆襲」（2285年）とウェスリー誕生時（2349年）は60年以上の年代差があり、相当長期間運用された制服と言える。
SNW10話では、エンタープライズ時代のクリストファー・パイク船長の前に現れた、未来から来たクリストファー・パイク提督が着用。
G（24世紀・TNG初期タイプ）
『新スタートレック(TNG)』の第1、2シーズンにて着用。TOSタイプを踏襲した伸縮性のある薄い生地の制服で、赤、黄、青のカラフルなデザインが復活する。ただし所属部門色の赤と黄の意味は逆になっている。襟はなく、黒をベースに上半身に肩幅を強調するように所属部門色の非対称の変則5角形が配する。また肩に部門色の細いラインがはいっている。階級章は階級ごと個別形状のバッジだった前制服から、首元のピンバッジに変更。ピンバッジの数は大佐が4、中佐が3、少佐が2.5、大尉が2、中尉が1.5、少尉が1である。胸元の宇宙艦隊マークは、通信・宇宙翻訳機を兼ねたバッジ型（コミュニケーター/コムバッジ）となる。この制服のデザインポリシーは、のちのシリーズやデザインでも長く保たれている。
また礼服や将官服も登場する。なおこの制服にはTOSに見られたミニスカートタイプの制服もあるが、これを着ている男性もおり、女性専用というわけではない。当初はカウンセラーのディアナ・トロイ少佐が着用していたが、メインキャラクターは早々に着なくなった。これについてはLDでもネタにされている。
H（TNGタイプ）
TNG第3シーズンからの制服。TNG初期タイプをリメイクしたデザインで、立襟のジャケットとズボンの2ピース型となり、肩の部門色ラインがなくなり上半身のコンシールファスナーも背面となった。その他、生地もやや硬めのものに変更され、肩幅をより強調するデザインとなる。これにより毅然とした軍服のような力強さが加わった。TNGの第3シーズンは脚本家のマイケル・ピラーらによる番組の総見直しがされたシーズンで、制服の他にもエンタープライズの艦内セットがより清潔感のある明るいものに変更され、エピソードの作り方なども一新された。ただし下級士官役のエキストラが着用するものはGと同じく前ファスナーのツナギ型である。TNG第3～7シーズンで着用されたが、この制服の採用期間中もモブが前の制服を着用している場面が見られる。
将官専用の制服も、TNGの第3シーズンにおいて立襟型に変更されたが、第6シーズンにおいては、さらなるマイナーチェンジ版の立襟型の将官専用の制服が登場する。これは劇場版では『スタートレック ファーストコンタクト』まで、テレビシリーズ版では『DS9』の第6シーズンの序盤まで着用される。
また、第5シーズンの102話「謎のタマリアン星人」からは、艦長専用のジャケットが登場する。基本的なデザインは似ているが、上着には襟がなく、襟から肩までが黒で、下半身は灰色のタートルネックのインナーウェアを上着の下に着用するタイプとなっている。階級章はインナーウェアの右襟に付けられる。
『スタートレック:ピカード』ではピカードの夢でピカードとデータがこれを着用している。
I（DS9・VOYタイプ）
TNGタイプにぱっと見似ているが、薄いグレーのタートルネックインナーシャツに、黒をベースに両肩に部門色が載せられたジャケットを着るタイプ（撮影用に衣装ズレを防ぐための上下一体型のジャンプスーツ型のものもある）。ジャケットはコンシールファスナーによる前開きとなり、襟元がV字に開く。TNGの後番組であるVOYからは（DS9はシーズン3から）コムバッジの形状もマイナーチェンジされ、矢じり型の宇宙艦隊マークの台座が楕円形から台形となる。階級章の形状に変更はないが、U.S.S.ヴォイジャーの元マキのクルーは、暫定士官という区別からその形状が異なる。
初登場となった『スタートレック:ディープ・スペース・ナイン(DS9)』では第1シーズンから第5シーズンの中盤（DS9 107話「あの頂を目指せ」）まで着用。DS9の第1、2シーズンとTNG第6、7シーズンは同時並行しているが、ピカード艦長らの制服は最終話までTNGタイプのままで、視覚的な差別化がなされていた。TNG142話「バースライト 前編」でピカード艦長らはDS9に寄港するが、2種の制服が混在している様子が描かれている。TNGの登場人物は劇場版第7作『ジェネレーションズ』で、TNGタイプからこの制服へ徐々に着替えていく展開になっている。ただし同映画のラストシーンまでTNGタイプを着用するキャラクターもいる。ピカード艦長は中盤以降この制服を着用するが、ラストシーンではふたたびTNGタイプを着用している。このシーンでのライカー副長はDS9・VOYタイプを着用しているが、そこから1年後となるVOY34話「Q1,Q2」にカメオ出演した時はTNGタイプを着用している。またDS9のシーズン4から登場するTNG出身のウォーフ少佐は初登場時はTNGタイプを着用しており、正式にDS9に転属してからはこのDS9・VOYタイプを着用する。
『スタートレック:ヴォイジャー(VOY)』ではこのタイプの制服を第1話から最終話まで着用し、変更はない。VOYは53話「レディQ」あたりが次項のファーストコンタクトタイプの制服への変更時期となるのだが、地球圏から75000光年彼方を旅するVOYのストーリー上、U.S.S.ヴォイジャーが制服の変更を知るはずもない。ただしU.S.S.ヴォイジャーは82話「プロメテウスの灯を求めて」で地球と連絡をとることに成功し、それ以後数回の通信により制服の変更を知ったはずなのであるが、それでもDS9・VOYタイプを着用し続ける。これはヴォイジャーがエネルギー節約のために制服の作成に必要なレプリケーターを極力使わないようにしているという、それまでの描写との矛盾回避のためと、最終話に向けて増加する地球圏でのシーンとの対比が視覚的に分かりやすい演出上のためによるものである。
なお『スタートレック』の制服で登場時間が最長なのはこの制服である。ただし劇場スクリーンでの登場時間はTNGタイプと並び最短である。またVOY98話「偽装された地球」に登場した、生命体8472が変身した偽の宇宙艦隊士官、ならびにVOY121、122話「異空生命体を呼ぶ者達」に登場するU.S.S.ヴォイジャーよりも前にデルタ宇宙域に飛ばされていたU.S.S.イクワノックスのクルーも、このタイプの制服を着用している。変わったところでは制服変更から4話後のDS9 112話「敗れざる者　前編」にて、ウォーフ少佐が訪れたドミニオン収容所で捕虜となっていたドクター・ベシアが着用。少なくとも108話からのベシアは可変種の化けたスパイであったことが判明する。
J（ファーストコンタクトタイプ）
全体的なデザインはDS9・VOYタイプの肩と襟元の色が入れ替わったものとなっている。黒をベースにし、肩は縦線の入ったグレーとなる。所属部門色は袖のラインとインナーシャツの色で区別する。
劇場版シリーズでは、8作目『スタートレック ファーストコンタクト』から10作目『ネメシス/S.T.X』まで着用し、『スタートレック』に限らずテレビシリーズの映画化作品によくある「劇場での鑑賞にも耐えうる、彩度を落としたデザイン」となっている。劇場版『ファーストコンタクト』公開時に第5シーズンを放送していたテレビシリーズのDS9では、『ファーストコンタクト』公開直後に放送された第5シーズン中盤の108話「預言者シスコ」においてこのタイプの制服に変更となり、以降、最終話まで着用する。VOYでも第4シーズン以降において登場する地球圏のシーンで、82話のU.S.S.プロメテウスのクルーや、レジナルド・バークレー大尉、ディアナ・トロイ中佐などのTNGからのカメオ出演キャラクターがこれを着用。なお将官専用の制服はDS9の第6シーズンの「レジスタンスの苦悩」（第128話）において、新型のものに変更されている。
また映画9作目『スタートレック 叛乱』以降では、礼装も白を基調とした新型のデザインのものに変更されている。DS9でも最終シーズンである第7シーズンのエピソード「闇からの指令」（第166話）においてこの新型の礼装が登場する。
『スタートレック:ピカード』ではピカードの夢や臨死体験に登場したデータ少佐がこれを着用。『スタートレック:ローワーデッキ』ではライカー艦長指揮のU.S.S.タイタン、ゴメス艦長のU.S.S.アルキメデスなど宇宙艦隊のエース艦のクルーが着用している。

J'（LDタイプ）
『スタートレック:ローワーデッキ』でのU.S.S.セリトスのクルーが着用する制服。前開きの部門色のジャケットに黒いズボンという形で、全体的にTNGタイプに似ている。時系列的にファーストコンタクトタイプと同時に運用されており、こちらは重要度の低い任務に就くサポート宇宙艦クルーの制服という扱いになっている。

K（可能性の未来タイプ）
可能性の未来の宇宙艦隊制服。TOSタイプとDS9・VOYタイプを掛け合わせたようなデザインで、シャツ全体が所属部門色をしており、胸の部分に肩幅を強調する黒いラインが入っている。コムバッジのデザインは艦隊マークの台座が変則六角形になっている。
TNG最終話「永遠への旅」、DS9 75話「父と子」、VOY最終話「道は星雲の彼方へ」で登場。ただしこれらのエピソードはいずれも「可能性の未来」の一つであり、作品の正史に添った時間軸ではない。
Ｌ（PICカウントダウンタイプ）
『スタートレック:ピカード』の回想シーンと『スタートレック:ピカード・カウントダウン』で見られる、2385年あたりの宇宙艦隊の制服。黒地をベースに両肩に部門色が載る、DS9・VOYタイプの制服がアレンジされたデザインである。そのタイプと比較すると胸元の部門色と黒地の境界が「横一直線」ではなく「なで肩」状となり、部門色中の黒地と接する部分にはいったん黒地のラインが入る。赤の部門色は彩度と明度が落とされ、えんじ色に近くなる。提督タイプの制服はこの黒地ライン中に銀色のラインが走る。階級章は襟元、コムバッジはI、Jタイプと同型である。
Ｍ（PICタイプ）
『スタートレック:ピカード』で見られる2399年時点の制服。年代的にはKタイプが着用されたTNG最終話「永遠への旅」の”可能性の未来”のシーンとほぼ同時期にあたるが、こちらは正史のものとなる。全体的にはDS9・VOYタイプによく似ており、黒をベースに両肩に部門色が載るデザインである。ただし背面ファスナーとなり、部門色は彩度が抑えられている。。階級章は襟元から右胸となり、左胸のコムバッジはKタイプのもののデザインに近い。シーズン2からはマイナーチェンジがなされ、前面にKタイプの要素が加わり左右非対称な前開きとなる。また階級章の位置も襟に戻った。
シーズン3にて結集したピカード提督らTNGの主要登場人物とアニカ・ハンセン（セブン・オブ・ナイン）中佐、ショウ艦長、ムジカー中佐らは、制服のデザインを基にしたレザージャケットを着用。部門色はかなり暗く、赤と青は判別しにくい。
N（29世紀タイプ）
『スタートレック:ヴォイジャー』に登場するU.S.S.レラティビティのクルーらが着用する29世紀の宇宙艦隊の制服。黒地をベースに右肩から右袖全体に部門色が載る左右非対称の特徴的なデザイン。コムバッジは横倒しの楕円形。
O（DISシーズン3・32世紀タイプ）
『スタートレック:ディスカバリー』で見られる3189年時点の制服。グレーをベースに部門色が肩掛け帯のようにワンポイントに入るデザイン。階級章は襟元のワッペンおよびコムバッジの星の数で表す。部門色はTNGタイプとDISタイプを掛け合わせたようなものになっており、赤が指揮官、青が科学士官、白が医療士官、黄色が運航士官（機関士、操舵士、オペレーター、戦術士官、保安士官等）。コムバッジは縦長の楕円形で、それまでの通信・翻訳・GPS機能に加えて、転送装置とトリコーダーも兼ねている。U.S.S.ディスカバリーのクルーは当初コムバッジのみ32世紀型となり制服は従来のものを着用していたが、シーズン3最終話、バーナム大佐のU.S.S.ディスカバリーの船長就任と同時に32世紀の制服へと一新される。
O'（DISシーズン4・32世紀タイプⅡ）
『スタートレック:ディスカバリー』シーズン4の制服で、32世紀タイプのマイナーチェンジ型。色味のないグレーにワンポイントの部門色が入るデザインであったジャケットは、「惑星連邦の復活」を視覚的に表現すべくジャケット全体を部門色とするTOSタイプを踏襲したデザインへと変化した。ワンポイントだった部門色は黒。ただし赤・黄・青のそれぞれの部門色はかなり彩度が抑えられており、実際の色としては赤はえんじ色、青は紺色である。部門の分類や階級章やコムバッジ形状に変更はない。

#### 艦隊に類似した制服
TNGのウェスリーの服
当初は私服だったが、第2シーズンからはG・Hに類似した灰色一色の服を着ている。第3シーズン末からはアカデミーに入学すらしていないのにもかかわらず正式な少尉の制服を着ている。
宇宙艦隊アカデミーの制服
TNG「悲しみのアカデミー卒業式」で初登場し、この時はHとIを掛け合わせたようなデザインとなっている。DS9ではフェレンギ人のノーグが宇宙艦隊アカデミーに入学しているが、正規の艦隊士官と区別するため、黒ではなく灰色をベースに肩に赤色が載る形となっている。なお、ノーグはドミニオン戦争の激化でDS9 129話「ディープ・スペース・ナイン奪還作戦　前編」で繰り上げ卒業し少尉となる。またDS9 146話「過信」ではU.S.S.ヴァリアントで実践実習を行っているレッド・スクワッドという特待生部隊が登場。Jタイプの制服に基づいた新デザインで、灰色をベースに肩に部門色が載り、階級章の位置に赤い特殊なバッジを着用している。
ベイジョー艦隊
DS9のキラ・ネリス少佐とオドー保安主任は宇宙艦隊の所属ではないためベイジョー艦隊の制服を着用している（オドーは体の表面を変形させてそう見せているだけ）。宇宙艦隊のG-Iに近いデザインだが、おもな違いは以下の通り。
- デザインモチーフが宇宙艦隊は横分割だが、ベイジョー艦隊は縦分割。
- 所属部門色の事務系統は青でなく灰色。
- 黒い部分がない。
- コムバッジはベイジョーの紋章をしており、右胸に付ける。また呼ぶために押したときの音も異なる。

テラン帝国宇宙艦隊の制服
ENTタイプ
- 徽章以外はプライムタイムラインのそれとあまり変わらないが男性はサム・ブラウン・ベルトを着用。女性用は上着がクロップド丈で腹部が露出している（いわゆるへそ出し）

DISタイプ
- 細部以外はプライムタイムラインのそれとあまり変わらないが高級幹部は上半身に複雑な形状の金色の金属製パーツを上着の上に着用。金属パーツは左右対称のものと左右非対称のものの二種類。

TOSタイプ
- 金色のサッシュを着用。

地球連合防衛軍の制服

### 宇宙艦隊アカデミー
宇宙艦隊アカデミー（英: Starfleet Academy）は、宇宙艦隊の軍大学に相当する4年制の教育機関。難関校として知られ、卒業生は宇宙艦隊の将校士官となる。宇宙艦隊司令部も同立地にあるため、劇中の登場は多い。設立は2161年、地球のサンフランシスコ・プレシディオにある。モットーはラテン語で「星々から、知識を（羅: Ex astris, scientia.）」である。これはアポロ13号やアメリカ海軍のモットーからきている。
惑星連邦市民であれば入試資格を持つが、前提としてまず最難関校であり、入学前にまず予備校とも言える宇宙艦隊アカデミー進学予備課程（英: Starfleet Academy Preparatory Program）を6週間受講する必要がある。この講習自体にも入試があり、受験生はストレス反応テスト、宇宙生活への適性テスト、演繹的思考テストに合格しなければならない。この「入試の入試」と呼べるものだけで、4日間を必要とする。
惑星連邦民以外の受験も可能だが、宇宙艦隊指揮官レベルの推薦が必要となる（例：フェレンギ人のノーグ、ブルナリ人のイチェブなど）。
アカデミーを舞台にしたシリーズであるStar Trek: Starfleet Academyの製作が予定されている。

### セクション31
『スタートレック:ディープ・スペース・ナイン』で初登場した「国家の内部における国家（state within a state）」の状態にある異質な秘密スパイ組織。惑星連邦設立当時からあるとされているが実際には連邦設立前の、ENTの時代から存在する。その存在は宇宙艦隊の提督クラスのさらに一部しか知らない。宇宙艦隊情報部の下部組織だとも言われているが、組織図に載っているわけでもなく、惑星連邦と直接的な繋がりがあるわけではない。同様の組織にロミュラン帝国にはタル・シアー、カーデシア連合にはオブシディアン・オーダーがあるが、これらの2組織が諜報機関として公式に設置されその存在が一般に知られている。しかしセクション31の名称はもちろん、この惑星連邦の諜報機関の存在はほぼ知られていない。宇宙艦隊が運用している全連邦市民を監視するネットワークプログラム「ウラエイ」から発生した人工知能生命体「コントロール」によって創設・統制され、その未来予測に従って活動しているという。
組織の呼称とその行動原理は地球連合宇宙艦隊憲章第14条31項 (英: Article 14, Section 31) の、「非常事態においてはいかなる規則を曲げることも許される」という条項を都合良く解釈し、常設組織としたものである。組織の名称は31項 (Section 31) にもとづいているが、もちろん非公式な呼び名である。惑星連邦・宇宙艦隊のあらゆる規則に規制されることなく、本来なら違法とされる活動も躊躇なくおこなう。
『スタートレック:ディスカバリー』では秘密基地ならびに30隻を超える宇宙船の艦隊を保有し、秘密裏にタイムトラベルの研究も行う。
高い能力と正義感を持つ者をスカウトすることで構成員を増やす。構成員は危機的状況に陥った場合、インプラントにより自らの意志で死を選択でき、同時に記憶も遮断することもできる。『スタートレック:ディープ・スペース・ナイン』ではルーサー・スローンがジュリアン・ベシアをしつこく勧誘する。のちにロミュラン帝国諜報機関「タル・シアー」もその存在を知ることになり独自に調査を開始するが、スローンは処刑され、セクション31なる組織は彼の妄想だったというかたちで調査は終了する。だがセクション31は消えておらず、引き続き活動は行われる。
連邦データベースの記録を自在に改竄したり、みずからの存在の痕跡を完全に消すことも可能である。基本的に独自の活動を行うが、存在を知る連邦高官と取り引きをすることもある。活動内容のほとんどが連邦の規則や倫理を破るもので、連邦の利益となることなら手段を選ばない。『スタートレック:ディープ・スペース・ナイン』では地球を訪れたオドーを秘密裏にウイルスの感染者にし、将来連邦にとって危険となるであろう存在である創設者一族を抹殺しようと計画する。
『スタートレック:エンタープライズ』や『スタートレック:ディスカバリー』にも登場している。放送順では『ディープ・スペース・ナイン』よりも後だが、シリーズ内の歴史としてはこれらの方が早い。また、従来とは異なる時間軸の『スター・トレック イントゥ・ダークネス』（設定は2259年）にも登場し、ここでは通常の部隊を装ってセクション31の名称が使用されているが、施設は秘匿され、建物に入るには厳重なセキュリティチェックを受ける必要があり、活動内容は極秘任務である。映像作品以外では、オンラインゲーム版『Star Trek Online』（設定は25世紀）や小説版『Star Trek: Section 31』シリーズなどにも登場する。
初登場以来、セクション31は「主人公たちがやりたくとも倫理的にできないことを平然とするスパイ組織」「敵なのか味方なのかよく分からない」「突然登場して消える」という新しい刺激を『スタートレック』シリーズに与えた。
フィリッパ・ジョージャウを主人公とした、セクション31関連の映画の製作が発表されている。
22世紀
- ハリス（『スタートレック:エンタープライズ』）
- マルコム・リード（『スタートレック:エンタープライズ』） - 脱退
- チャールズ・タッカー三世（小説『Star Trek: Enterprise - The Good That Men Do』）

23世紀
- リーランド（『スタートレック:ディスカバリー』）
- フィリッパ・ジョージャウ（『スタートレック:ディスカバリー』）
- アッシュ・タイラー（『スタートレック:ディスカバリー』）
- カートライト提督（小説『Star Trek: Section 31 - Cloak』）

23世紀（劇場版第11作『スター・トレック』以降の新時間軸）
- アレクサンダー・マーカス提督（『スター・トレック イントゥ・ダークネス』）
- トーマス・ヘアウッド（『スター・トレック イントゥ・ダークネス』）

24世紀
- ルーサー・スローン（『スタートレック:ディープ・スペース・ナイン』）
- マシュー・ダワティ提督（小説『Star Trek: Section 31 - Abyss』）
- Cortin Zweller 中佐（小説『Star Trek: Section 31 - Rogue』）
- Aubin Tabor 大使（小説『Star Trek: Section 31 - Rogue』）
- Roberta Luke 少尉（小説『Star Trek: Section 31 - Shadow』）

25世紀
- フランクリン・ドレイク（オンラインゲーム『Star Trek Online』）

### デイストロム研究所
『宇宙大作戦』53話「恐怖のコンピューターM-5」に登場したリチャード・デイストロム博士に由来する、惑星連邦の最新技術を開発する研究所。デイストロム博士は23世紀、その後1世紀もの長期間に渡って宇宙艦のコンピュータとして使用されることとなるデュオトロニクス・コンピュータを発明した。テレビシリーズ本編では『新スタートレック』等においてこの研究所出身の科学者や最新技術がたびたび登場し、かなり初期から言及されていたものの、台詞のみの登場であった（TNG85話「ヒューマン・アンドロイド・データ」、177話「永遠への旅」等）。
明確なデイストロム研究所の初登場は、『スタートレック:ピカード』第1話で、ピカード提督が「シンス」（アンドロイド種族）の情報を求めて訪問する。その際に海岸に立地された巨大な全体像が確認でき、さらに所在地が沖縄であることが初めて明らかとなった。『スタートレック:ローワーデッキ』17話では、ボイムラー少尉とマリナー少尉がデイストロム研究所へ向かう際に「デイストロム研究所に行くついでに沖縄ラーメンを食べよう」という会話をする。PICシーズン3では、デイストロム研究所所有の宇宙ステーションが登場。そこにはカーク大佐やピカード提督ら歴代の著名艦隊提督の遺体のほか、トリブル、新たに製造されたデータの筐体、さらには量子トンネル技術など宇宙艦隊の機密が厳重に保存されていた。
劇場版12作『スター・トレック イントゥ・ダークネス』の序盤では、パイク提督とカーク船長らが「デイストロム」での緊急会議に招集される。ただしパイク提督が「デイストロムで緊急会議」と言っているだけで、それが正確にデイストロム研究所であるのか、宇宙艦隊の会議場なのかは不明。また23世紀中期ではデイストロム博士は現役である。

### 時間統合委員会
29世紀に存在。ウェルズ級時間艦などを保有。